# فرناندو سوندرز
فرناندو سوندرز (بالإنجليزية: Fernando Saunders)‏ هو عازف جاز وملحن أمريكي، ولد في القرن العشرين في ديترويت في الولايات المتحدة.

## وصلات خارجية
- الموقع الرسمي
- فرناندو سوندرز على موقع ميوزك برينز (الإنجليزية)
- فرناندو سوندرز على موقع أول ميوزيك (الإنجليزية)
- فرناندو سوندرز على موقع ديسكوغز (الإنجليزية)